# Franz Klein
Franz Klein, född 24 april 1854, död 6 april 1926, var en österrikisk jurist och politiker.
Klein var ursprungligen advokat, blev 1895 professor i Wien, 1891 biträde i justitiedepartementet och författade utkastet till Österrikes civilprocesslag 1895 och checklagen 1906. 
Klein var 1906-08 samt maj-december 1916 justitieminister, mars-oktober 1919 statssekreterare i utrikesdepartementet och Österrikes ombud vid fredsförhandlingarna i Saint-Germain. 
Bland Kleins skrifter märks Die schuldhafte Parteihandlung (1885), Sachbesitz und Ersitzung (1891), Mündlichkeitstypen (1894), Vorlesungen über die Praxis der Zivilprocessuordnung (1900), samt Die psykologischen Quellen des Rechtsgehorsams (1912).